# Всемилостивейшая жалованная грамота
Всемилостивейшая жалованная грамота — один из ранних конституционных проектов в истории России: высочайший манифест, который предполагалось обнародовать по случаю коронации Александра I. Авторы проекта — граф А. Р. Воронцов и А. Н. Радищев. 
Жалованная грамота обсуждалась на самой заре александровских реформ, на заседаниях Негласного комитета 15 и 23 июля 1801 года. Её основные положения устанавливали права личности и различные свободы для всех подданных Российской империи, в том числе и для крепостных: «не народы сделаны для государей, а сами государи промыслом Божьим установлены для пользы и благополучия народов» ; подтверждались все права дворянства и городских жителей; декларировалась свобода мысли, «веры или исповедания», слова, «письма и деяния», не противоречащих закону; права на личную безопасность и собственность. Определялись права обвиняемых при судопроизводстве: обвиняемый не считается преступником, если обвинение не доказано, обвиняемый имеет право пользоваться в суде своим «защитником» и «отвергнуть судей» и т. д. После обсуждения на ряде заседаний Негласного комитета была отклонена Александром I.